# Линия Бенрата

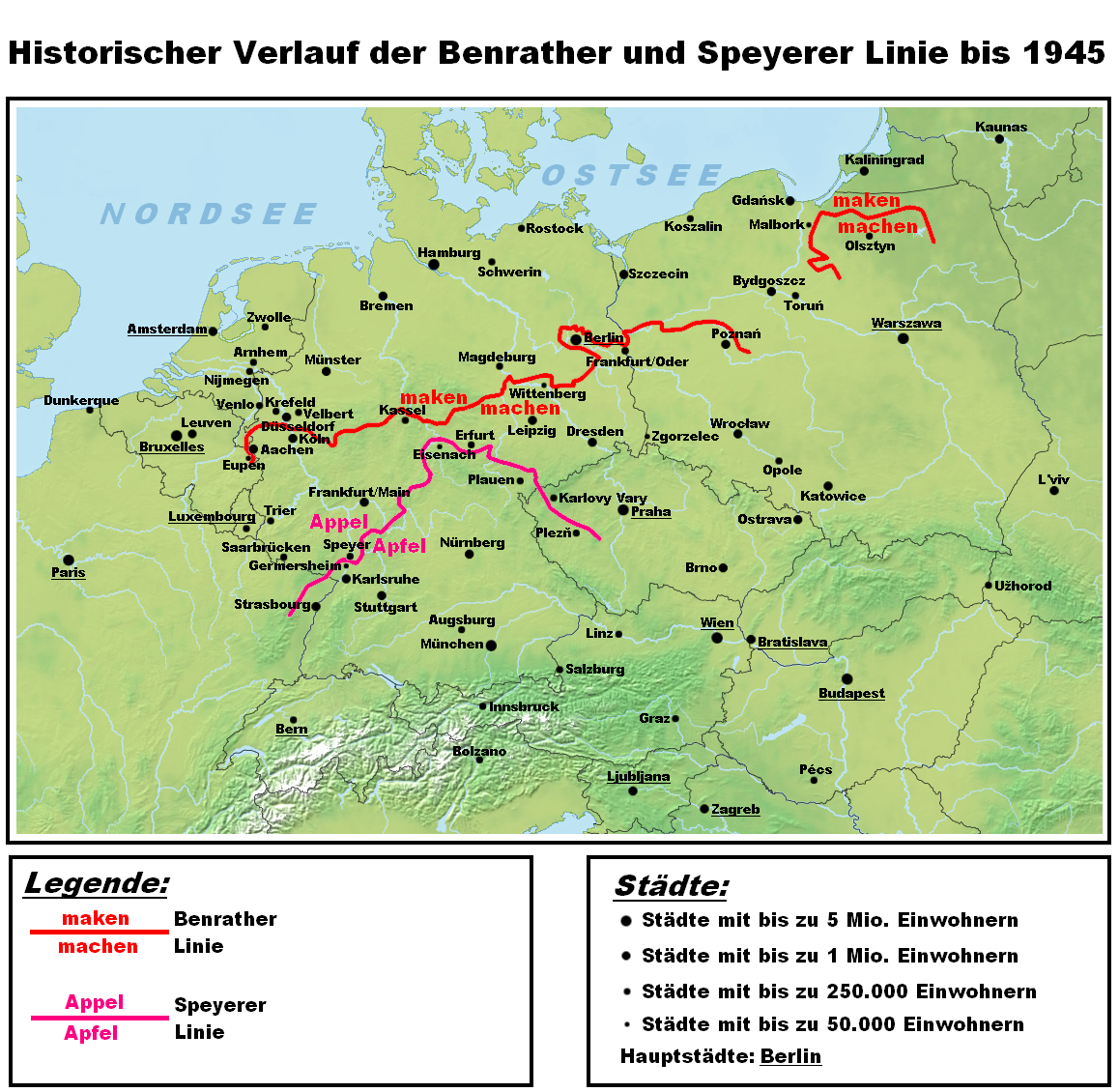
Линия Бенрата (показана на карте красным цветом)

Линия Бенрата является изоглоссой maken-machen внутри немецкого языкового пространства. Данная линия проходит с запада на восток через города Ахен, Бенрат (район Дюссельдорфа), Ольпе, Кассель, Нордхаузен, Ашерслебен, пересекает Эльбу, и продолжается в Берлине и Франкфурте на Одере.
Названа по названию южного района Дюссельдорфа — Бенрату, где линия пересекает реку Рейн.
Линия Бенрата считается языковой границей между нижненемецкими и верхненемецкими диалектами.
В течение последних десятилетий количество носителей нижненемецких диалектов на севере Бранденбурга и федеральной земли Саксония-Ангальт значительно снизилось. По этой, а также по ряду иных причин считается, что сегодня линия Бенрата сместилась на север.